# Francisco Castro
Francisco Fernando Castro Gamboa (Talagante, Región Metropolitana de Santiago, Chile, 4 de septiembre de 1990) es un futbolista chileno. Juega de delantero y su equipo actual es Deportes Iberia en la Segunda División Profesional de Chile.

## Trayectoria
Comenzó jugando en un club de barrio donde es observado por Cobreloa quienes en 2005 lo llevarían a las divisiones inferiores de la institución naranja para luego en 2008 partir a la sub-18 en Calama. Sería durante el Apertura 2009 que pasaría al primer equipo de la mano de Marcelo Trobbiani debutando aquel mismo torneo en la primera fecha durante la derrota frente a Santiago Morning por dos goles a cero, saliendo expulsado al minuto 58. Convertiría su primer gol en su cuarto partido como profesional, frente a Palestino a los 25 minutos del partido.
Sería parte de una destacada generación de jugadores jóvenes de Cobreloa donde también destacarían nombres como Charles Aránguiz, Junior Fernándes y Eduardo Vargas entre otros, finalizando su paso por los naranjas tras auto-despedirse a mediados de 2010 por el no pago de cotizaciones. Finalmente tras una larga polémica ficharía por la Universidad de Chile quienes comprarían el 65% de su pase en 250.000 USD Con los azules viviría sus mejores momentos siendo parte de la histórica "U" de Jorge Sampaoli conformando un tridente ofensivo con Gustavo Canales y Eduardo Vargas ganando la Copa Sudamericana 2011, el tricampeonato azul (Apertura 2011, Clausura 2011, Apertura 2012) y la Copa Chile 2012-13.

## Selección nacional
Ha sido parte de la Selección de fútbol de Chile participando de dos partidos amistosos, debutando frente a Panamá al ingresar al minuto 85' por Emilio Hernández en la victoria de su equipo por dos goles a uno y luego jugaría en un partido preparatorio para la Copa Mundial de Fútbol de 2010 frente a México siendo parte de la derrota por un tanto a cero.

### Partidos internacionales
| Partidos internacionales | Partidos internacionales | Partidos internacionales                                         | Partidos internacionales | Partidos internacionales | Partidos internacionales | Partidos internacionales | Partidos internacionales | Partidos internacionales | Partidos internacionales |
| N.º                      | Fecha                    | Estadio                                                          | Local                    | Resultado                | Visitante                | Goles                    | Asistencias              | DT                       | Competición              |
| ------------------------ | ------------------------ | ---------------------------------------------------------------- | ------------------------ | ------------------------ | ------------------------ | ------------------------ | ------------------------ | ------------------------ | ------------------------ |
| 1                        | 20 de enero de 2010      | Estadio Bicentenario Francisco Sánchez Rumoroso, Coquimbo, Chile | Chile                    | 2-1                      | Panamá                   |                          |                          | Marcelo Bielsa           | Amistoso                 |
| 2                        | 16 de mayo de 2010       | Estadio Azteca, Ciudad de México, México                         | México                   | 1-0                      | Chile                    |                          |                          | Marcelo Bielsa           | Amistoso                 |
| Total                    | Total                    | Total                                                            | Presencias               | 2                        | Goles                    | 0                        |                          |                          |                          |

| Selección chilena | Selección chilena | Selección chilena |
| Año               | Partidos          | Goles             |
| ----------------- | ----------------- | ----------------- |
| 2010              | 2                 | 0                 |
| Total             | 2                 | 0                 |

## Estadísticas

### Clubes
| Club | Div.           | Temporada      | Liga  | Liga  | Copas(1) | Copas(1) | Torneos internacionales(2) | Torneos internacionales(2) | Total(3) | Total(3) | Media goleadora |
| Club | Div.           | Temporada      | Part. | Goles | Part.    | Goles    | Part.                      | Goles                      | Part.    | Goles    | Media goleadora |
| --- | -------------- | -------------- | ----- | ----- | -------- | -------- | -------------------------- | -------------------------- | -------- | -------- | --------------- |
| Cobreloa · Chile | 1.ª            | 2009           | 11    | 0     | —        | —        | —                          | —                          | 11       | 0        | 0.00            |
| Cobreloa · Chile | 1.ª            | 2010           | 15    | 1     | —        | —        | —                          | —                          | 15       | 1        | 0.07            |
| Cobreloa · Chile | Total 1ª etapa | Total 1ª etapa | 26    | 1     | 0        | 0        | 0                          | 0                          | 26       | 1        | 0.04            |
| Universidad de Chile · Chile | 1.ª            | 2010           | 4     | 0     | —        | —        | —                          | —                          | 4        | 0        | 0               |
| Universidad de Chile · Chile | 1.ª            | 2011           | 26    | 8     | 8        | 3        | 11                         | 1                          | 45       | 12       | 0.24            |
| Universidad de Chile · Chile | 1.ª            | 2012           | 25    | 3     | —        | —        | 8                          | 0                          | 33       | 3        | 0.09            |
| Universidad de Chile · Chile | Total 1ª etapa | Total 1ª etapa | 55    | 11    | 0        | 0        | 19                         | 1                          | 82       | 15       | 0.16            |
| Unión Española · Chile | 1.ª            | 2013           | 15    | 2     | —        | —        | —                          | —                          | 15       | 2        | 0.13            |
| Unión Española · Chile | 1.ª            | 2013-14        | 14    | 1     | 7        | 1        | —                          | —                          | 21       | 2        | 0.1             |
| Unión Española · Chile | Total club     | Total club     | 29    | 3     | 7        | 1        | 0                          | 0                          | 36       | 4        | 0.11            |
| Universidad de Chile · Chile | 1.ª            | 2013-14        | 13    | 2     | 0        | 0        | 7                          | 0                          | 20       | 2        | 0.1             |
| Universidad de Chile · Chile | Total 2ª etapa | Total 2ª etapa | 13    | 2     | 0        | 0        | 7                          | 1                          | 20       | 2        | 0.1             |
| Deportes Iquique · Chile | 1.ª            | 2014-15        | 31    | 6     | —        | —        | 2                          | 0                          | 33       | 6        | 0.18            |
| Deportes Iquique · Chile | Total club     | Total club     | 31    | 6     | 0        | 0        | 2                          | 0                          | 33       | 6        | 0.18            |
| Universidad de Chile · Chile | 1.ª            | 2015-16        | 7     | 1     | 4        | 0        | 0                          | 0                          | 11       | 1        | 0.09            |
| Universidad de Chile · Chile | Total club     | Total club     | 75    | 14    | 4        | 0        | 26                         | 1                          | 105      | 15       | 0.14            |
| Deportes Antofagasta · Chile | 1.ª            | 2016-17        | 10    | 0     | 1        | 0        | —                          | —                          | 11       | 0        | 0.00            |
| Deportes Antofagasta · Chile | Total club     | Total club     | 10    | 0     | 1        | 0        | 0                          | 0                          | 11       | 0        | 0.00            |
| AC Barnechea · Chile | 2.ª            | 2017           | 14    | 3     | —        | —        | —                          | —                          | 14       | 3        | 0.21            |
| AC Barnechea · Chile | Total 1ª etapa | Total 1ª etapa | 14    | 3     | 0        | 0        | 0                          | 0                          | 14       | 3        | 0.21            |
| Unión La Calera · Chile | 1.ª            | 2018           | 11    | 1     | —        | —        | —                          | —                          | 11       | 1        | 0.09            |
| Unión La Calera · Chile | Total club     | Total club     | 11    | 1     | 0        | 0        | 0                          | 0                          | 11       | 1        | 0.09            |
| Cobresal · Chile | 2.ª            | 2018           | 19    | 2     | 1        | 0        | —                          | —                          | 20       | 2        | 0.1             |
| Cobresal · Chile | Total club     | Total club     | 19    | 2     | 1        | 0        | 0                          | 0                          | 20       | 2        | 0.1             |
| Santiago Wanderers · Chile | 2.ª            | 2019           | 11    | 1     | 1        | 1        | —                          | —                          | 12       | 2        | 0.17            |
| Santiago Wanderers · Chile | Total club     | Total club     | 4     | 1     | 1        | 1        | 0                          | 0                          | 5        | 1        | 0.17            |
| AC Barnechea · Chile | 2.ª            | 2020           | 14    | 2     | —        | —        | —                          | —                          | 14       | 2        | 0.14            |
| AC Barnechea · Chile | Total club     | Total club     | 28    | 5     | 0        | 0        | 0                          | 0                          | 28       | 5        | 0.18            |
| Cobreloa · Chile | 2.ª            | 2021           | 10    | 1     | 2        | 0        | —                          | —                          | 12       | 1        | 0.08            |
| Cobreloa · Chile | Total club     | Total club     | 36    | 2     | 2        | 0        | 0                          | 0                          | 38       | 2        | 0.05            |
| Iberia · Chile | 3.ª            | 2021           | 6     | 3     | —        | —        | —                          | —                          | 6        | 3        | 0.5             |
| Iberia · Chile | 3.ª            | 2022           | 0     | 0     | —        | —        | —                          | —                          | 0        | 0        | 0.00            |
| Iberia · Chile | Total club     | Total club     | 6     | 3     | 0        | 0        | 0                          | 0                          | 6        | 3        | 0.5             |
| Total carrera | Total carrera  | Total carrera  | 256   | 37    | 16       | 1        | 28                         | 1                          | 300      | 39       | 0.13            |
| (1) Incluye datos de Copa Chile. (2) Incluye datos de Copa Sudamericana, Recopa Sudamericana, Copa Suruga Bank y Copa Libertadores. (3) No incluye goles en partidos amistosos. |                |                |       |       |          |          |                            |                            |          |          |                 |

## Palmarés

### Títulos nacionales
| Título             | Equipo               | País  | Año     |
| ------------------ | -------------------- | ----- | ------- |
| Primera División   | Universidad de Chile | Chile | 2011-A  |
| Primera División   | Universidad de Chile | Chile | 2011-C  |
| Primera División   | Universidad de Chile | Chile | 2012-A  |
| Copa Chile         | Universidad de Chile | Chile | 2012-13 |
| Primera División   | Unión Española       | Chile | 2013-T  |
| Supercopa de Chile | Unión Española       | Chile | 2013    |
| Supercopa de Chile | Universidad de Chile | Chile | 2015    |
| Copa Chile         | Universidad de Chile | Chile | 2015    |
| Primera B          | Santiago Wanderers   | Chile | 2019    |

### Títulos internacionales
| Título            | Equipo               | País  | Año  |
| ----------------- | -------------------- | ----- | ---- |
| Copa Sudamericana | Universidad de Chile | Chile | 2011 |